# Partito Comunista d'Australia (1971)
Il Partito Comunista d'Australia (in inglese Communist Party of Australia, CPA) è un partito politico australiano. Fu fondato nel 1971 con il nome di Partito Socialista d'Australia (in inglese Socialist Party of Australia, SPA), da ex-membri del vecchio Partito Comunista d'Australia (scioltosi poi nel 1991), fuoriusciti o espulsi a causa della loro opposizione ai cambiamenti della linea di partito.

## Obbiettivi politici
Oggi il Partito Comunista d'Australia rimane un tradizionale, seppur minuscolo, partito comunista, legato alla forma marxista-leninista e i cui scopi sono la trasformazione rivoluzionaria della società australiana e l'istituzione del socialismo in Australia. L'obbiettivo è descritto come "cambiare le politiche in Australia, e, infine, rimpiazzare il sistema capitalista con uno socialista".
Negli ultimi decenni di esistenza, il Partito ha mantenuto perlopiù una posizione all'estrema sinistra, con un ruolo limitato tra i sindacati australiani. Le attenzioni principali del Partito si concentrano su questi punti:
- La ricostruzione socialista della società australiana;
- La fine delle privatizzazioni dei settori di proprietà dei governi statale e federale;
- La liberazione dell'Australia dalle multinazionali straniere;
- La regolamentazione di prezzi, profitti, e tassi d'interesse da parte del Governo Federale;
- L'abolizione dell'imposta su beni e servizi;
- L'espansione del settore pubblico;
- L'aumento del salario minimo nazionale;
- La riduzione dell'orario lavorativo settimanale;
- L'arresto delle riduzioni delle tariffe;
- La riduzione della spesa militare.

## Storia

### Il Partito Socialista d'Australia (1971-1996)
Nei tardi anni '60, sotto la direzione del Segretario Laurie Arons, lo storico Partito Comunista d'Australia sostenne convintamente l'eurocomunismo, abbandonando il marxismo-leninismo e il centralismo democratico, e tentando di formare un "fronte unito" con le varie forze di sinistra nate dall'opposizione alla guerra del Vietnam. La dirigenza del CPA divenne sempre più critica nei confronti dell'Unione Sovietica, in particolare nell'ambito dell'invasione della Cecoslovacchia avvenuta nel 1969 da parte del Patto di Varsavia. I dissidenti interni sostennero che il Partito non dovesse trasformarsi in una forza socialdemocratica, guadagnandosi l'etichetta di ortodossi filo-sovietici; la loro posizione li portò ai ferri corti con la dirigenza del CPA, fino alla definitiva rottura.
Il Partito Socialista d'Australia (SPA) fu guidato da un gruppo di sindacalisti di vecchia data, come Pat Clancy e Peter Symon; mentre Clancy uscì nel 1983, Symon ricoprì l'incarico di Segretario Generale fino alla sua morte nel 2008, per un totale di 36 anni.

### Partito Comunista d'Australia (1996-oggi)
Lo storico Partito Comunista d'Australia si sciolse nel 1991. Il SPA, ritenendosi il diretto successore del CPA, nato nel 1920, ne assunse anche il nome nel corso del suo ottavo Congresso Nazionale, nel 1996.
Dopo la morte di Symon, il ruolo di Segretario Generale fu ricoperto da Hannah Middleton, eletta all'undicesimo Congresso nel 2009; seguì poi Bob Briton nel 2012, dimessosi dall'incarico nel 2019 a causa di divergenze politiche ed ideologiche con il Comitato Centrale; le accuse vennero formulate dopo che Briton ebbe lavorato con la gioventù al di fuori delle regole del Partito. Ne conseguì una scissione, che portò alla nascita del Partito Comunista Australiano, con Briton a capo assieme a diversi fuoriusciti.
Da allora l'incarico è di Andrew Irving.

## Attività politica
Il Partito ha più volte partecipato alle elezioni: a quelle, federali, per il seggio di Porth Adelaide, partecipò Michael Perth nel 1998, aggiudicandosi tuttavia meno dell'1% dei voti. Bob Briton partecipò a quelle per il seggio di Lee, ottenendo il 2,9%. Da allora, i risultati sono stati piuttosto scarsi, fino al 2012, anno in cui ebbe la sua prima vittorie elettorale con l'elezione di Tony Odfield al consiglio cittadino di Auburn City, nel Nuovo Galles del Sud.
Nel 2016 il CPA pianificò di presentarsi alle elezioni federali, ma la registrazione fu rifiutata dalla Commissione Elettorale Australiana.